# Ein Lied für Rom (Deutschland)
Unter dem Titel Ein Lied für Rom fand am 21. März 1991 der deutsche Vorentscheid zum Eurovision Song Contest 1991 in Rom (Italien) statt. Damit war es die erste gesamtdeutsche Vorentscheidung nach der Wiedervereinigung im Vorjahr. Durch die Sendung führte zum dritten Mal Hape Kerkeling, die Co-Moderation übernahm Sylvia Wintergrün.

## Format
Aufgrund der Kritik am TED-System sowie dem dafür noch eher ungeeigneten Telefonnetz in der ehemaligen DDR wurde der Teilnehmer von 1000 durch die GfK repräsentativ ausgewählten Juroren, die zehn Minuten nach dem Vortrag der Lieder ihre Stimme für den Favoriten abgeben mussten, bestimmt.
Die Entscheidung der Juroren wurde am Finalabend mit Buhrufen der Zuschauer quittiert, da sie im Beitrag der Gruppe Atlantis 2000 nicht den wahren Sieger des Vorentscheides sahen.

## Ergebnis des Vorentscheids
| Platz | Startnr. | Interpret         | Lied Musik (M) und Text (T)                                          | Zuschauerstimmen (in Prozent) |
| ----- | -------- | ----------------- | -------------------------------------------------------------------- | ----------------------------- |
| 01.   | 09       | Atlantis 2000     | Dieser Traum darf niemals sterben M: Alfons Weindorf; T: Helmut Frey | 18,5 %                        |
| 02.   | 08       | Ziad & Sandrina   | Die Wächter der Erde M: Walter J.W. Schmid; T: Alf Schwegeler        | 15,2 %                        |
| 03.   | 06       | Vox & Vox         | Tief unter der Haut M/T: Andreas Lebbing                             | 14,9 %                        |
| 04.   | 04       | Barbara Cassy     | Hautnah ist nicht nah genug M: Luis Rodriguez; T: Peter Zentner      | 14,1 %                        |
| 05.   | 02       | Susan Schubert    | Du bist mehr M: Willy Klüter; T: Anna Rubach                         | 10,8 %                        |
| 06.   | 01       | Tanja Jonak       | Hand in Hand in die Sonne M: Jean Frankfurter; T: Irma Holder        | 09,5 %                        |
| 07.   | 03       | Cindy Berger      | Nie allein M: Rainer Pietsch; T: Werner Schüler                      | 06,4 %                        |
| 08.   | 10       | Strandjungs       | Junge Herzen M: Marco Junger, Bernd Morawitz; T: Bernd Morawitz      | 04,1 %                        |
| 09.   | 07       | Stefan de Wolff   | Herz an Herz M: Stefan de Wolff; T: Andreas Bärtles                  | 03,7 %                        |
| 10.   | 05       | Conny & Komplizen | Jedesmal M/T: Dirk Schiller                                          | 02,8 %                        |